# خدمات شهروندی و مهاجرت ایالات متحده آمریکا
خدمات شهروندی و مهاجرت ایالات متحده آمریکا (انگلیسی: United States Citizenship and Immigration Services) (یواس‌سی‌آی‌اس) از اجزای وزارت امنیت میهن ایالات متحده آمریکا (DHS) است. این دایره بسیاری از اقدامات اداری را بر عهده دارد که پیشتر خدمات مهاجرت و تابعیت ایالات متحده که بخشی از وزارت دادگستری ایالات متحده آمریکا بود انجام می‌داد. اولویت‌های یواس‌سی‌آی‌اس ترویج امنیت ملی، حذف انباشتگی پرونده‌های مهاجرت و ارتقای خدمات مشتریان است. رئیس این سازمان مستقیماً به وزیر امنیت میهن پاسخگوست.
USCIS بسیاری از وظایف INS سابق را انجام می‌دهد، یعنی رسیدگی و قضاوت در مورد مسائل مختلف مهاجرت، از جمله درخواست‌های ویزای کار، پناهندگی و شهروندی. علاوه بر این، این آژانس رسماً وظیفه حفاظت از امنیت ملی، نگهداری پرونده‌های معوقه مهاجرت و بهبود کارایی را بر عهده دارد. اور جادو از ۳ اوت ۲۰۲۱ مدیر USCIS بوده‌است.

## وظایف
USCIS درخواست‌های ویزای مهاجرت، درخواست‌های اخذ تابعیت، درخواست‌های پناهندگی، درخواست‌های تنظیم وضعیت (گرین کارت) و درخواست‌های پناهندگی را پردازش می‌کند. همچنین تصمیمات قضائی انجام شده در مراکز خدماتی را می‌گیرد و سایر عملکردهای مزایای مهاجرت (به عنوان مثال، نه اجرای مهاجرت) که توسط INS سابق انجام می‌شود را مدیریت می‌کند. سایر مسئولیت‌های USCIS عبارتند از:
- مدیریت خدمات و مزایای مهاجرت
- صدور مجوز استخدام (EAD)
- رسیدگی به دادخواست برای کارگران موقت غیر مهاجر (H-1B, O-1، و غیره)

در حالی که عملکرد اصلی مزایای مهاجرت مانند INS باقی می‌ماند، هدف جدید پردازش کارآمدتر درخواست‌های مهاجران است. تلاش‌های بهبود شامل تلاش‌هایی برای کاهش معوقه متقاضیان و ارائه خدمات به مشتریان از طریق کانال‌های مختلف، از جمله مرکز تماس USCIS با اطلاعات به زبان‌های انگلیسی و اسپانیایی، مراکز پشتیبانی برنامه (ASC)، اینترنت و سایر کانال‌ها بوده‌است. اجرای قوانین مهاجرت تحت نظارت گمرکات و حفاظت از مرزها (CBP) و مهاجرت و اجرای گمرک (ICE) باقی می‌ماند.